# Clemensia parapahella
Clemensia parapahella är en fjärilsart som beskrevs av Paul Dognin 1899. Clemensia parapahella ingår i släktet Clemensia och familjen björnspinnare. Inga underarter finns listade i Catalogue of Life.